# Скуфас, Николаос
Николаос Скуфас (греч. Ο Νικόλαος Σκουφάς; 1779 — 31 июля 1818) — один из трёх основателей тайного общества «Филики Этерия», подготовившего всегреческое восстание против Османской империи.

## Биография

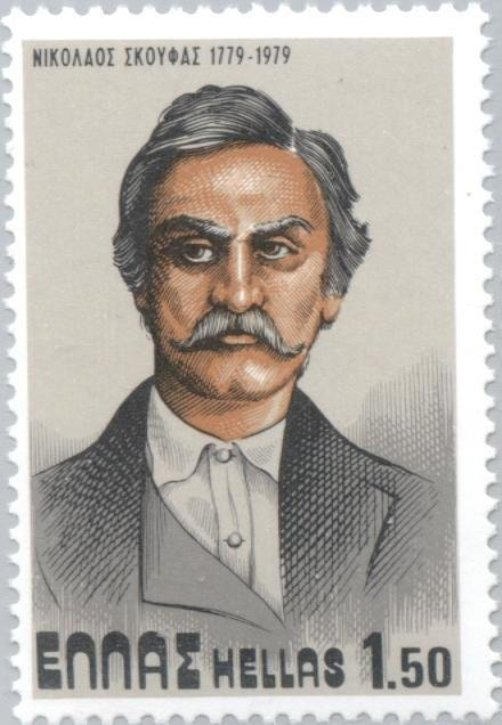
Николаос Скуфас на почтовой марке Греции 1979 года

Николаос Скуфас родился в Комботионе близ города Арта, Эпир в 1779 году. В Арте он окончил школу и через некоторое время занялся производством головных уборов. Отсюда и его фамилия, от греч. σκούφος (скуфос) — «шапка».
В 1813 году он переселился в Одессу, продолжая без особого успеха своё ремесло. Там он познакомился с Панайотисом Анагностопулосом и Эммануилом Ксантосом, в дальнейшем — соучредителями общества «Филики Этерия», которое было создано в 1814 году, после предложения Скуфаса.
Скуфас и его соратники, со всеми мерами конспирации, приступили к расширению организации и посвящению в неё членов греческих общин в России. Что касается Москвы и Петербурга, результаты были в начале были не блестящими, но в Одессе к 1816 году число посвящённых было значительным.
В Одессе Скуфас встретился и сотрудничал с Антимосом Газисом, который взял на себя ответственную миссию посвящения клефтов (то есть, греческих партизан) в Средней Греции.
Сам Скуфас взял на себя миссию распространить идеи общества на Пелопоннесе. С этой целью он выехал в Константинополь, но заболел и в течение года умер, 13 июля 1818 года.
Скуфас похоронен в православном храме в константинопольском районе Мега-Ревма.
Скуфас не увидел плодов деятельности общества — восстание разразилось в 1821 году и после 9-летней Освободительной войны привело к воссозданию греческого государства. Но в национальной памяти и историографии имя этого человека, самого малограмотного из трёх основателей «Филики Этерия», осталось как имя человека, которому принадлежит инициатива создания этого общества.

## Николаос Скуфас в филателии
- 200-летие Николаоса Скуфаса в 1979 году греческая почта отметила выпуском почтовой марки с портретом борца за независимость страны.